# Twelve Carat Toothache
Twelve Carat Toothache — четвёртый студийный альбом американского рэпера Post Malone, вышедший 3 июня 2022 года на лейблах Mercury Records и Republic Records. Альбом содержит 14 треков и включает гостевые выступления Родди Рича, Doja Cat, Gunna, Fleet Foxes, The Kid Laroi и The Weeknd.

## История
24 апреля 2020 года Post Malone объявил, что новый альбом находится в разработке, во время выступления в прямом эфире. 21 июля 2020 года Post Malone дал интервью журналу Wall Street Journal, в котором он сказал:
Честно говоря, я думаю, что все в Америке немного сходят с ума, сидя дома весь день. Так что я немного сошёл с ума, и я хотел сделать больше шагов за пределы своего диапазона комфорта и делать музыку, которую я считаю — для себя — одной из лучших, которые я когда-либо делал. Я, наверное, говорю, что каждый альбом цикличен, но для меня он кажется таким особенным. Я хочу сделать альбом, который поднимет настроение и покажет, что люди не одиноки во времена одиночества и беспокойства, и что, в конце концов, нам всем просто нужно проявить любовь ко всем на планете и разобраться во всём. Так что мы очень усердно работаем, и я думаю, что мы делаем невероятные вещи..

23 апреля 2021 года его менеджер Dre London поделился, что он и Мэлоун договорились, что последний выпустит два проекта в 2021 году, чего, однако, не произошло. 10 января 2022 года Dre London сообщил, что альбом Twelve Carat Toothache завершён и готов к выпуску, но сообщил, что Republic Records и его материнский лейбл Universal Music Group задерживает его выпуск.
26 января 2022 года Мэлоун дал интервью Billboard. Он чувствовал, что песни в альбоме «больше говорят о том, что я чувствую в данный момент: взлёты и падения, беспорядок и биполярный аспект того, чтобы быть артистом в мейнстриме». Американский продюсер звукозаписи Луис Белл, близкий друг и частый соратник Мэлоуна, считал, что в нём смешаны «расплавленная лава и огонь» и «голубой блюз и белый». Из-за пандемии COVID-19 Мэлоун не смог поехать в тур, что на самом деле не мотивировало его делать так много музыки. Альбом длится около 45 минут и на сегодняшний день является самым коротким альбомом Мэлоуна.

## Продвижение

### Синглы
2 ноября 2021 года Мэлоун и the Weeknd опубликовали 7-секундный фрагмент песни под названием «PM&TW-ORN-Update.5.nonhyped.w1.mp3» в своих аккаунтах на Instagram. Пост набрал более 150 000 лайков всего за час. Хотя изначально было неизвестно, как будет называться песня, менеджер Мэлоуна Dre London сообщил, что совместная работа будет называться «One Right Now». 5 ноября 2021 года Мэлоун выпустил «One Right Now» совместно с The Weeknd в качестве ведущего сингла со своего грядущего четвёртого студийного альбома. Эта песня знаменует собой первое совместное появление музыкантов в одной песне. Песню продюсировали Louis Bell, Brian Lee и Andrew Bolooki. Она дебютировала в американском хит-параде Billboard Hot 100 на шестом месте.

## Релиз
11 апреля 2022 года менеджер Мэлоуна Dre. London объявляет через Instagram, что альбом выйдет в мае 2022 года. 27 апреля 2022 года Мэлоун объявил, что альбом выйдет 3 июня 2022 года.
23 апреля 2022 года Мэлоун в прямом эфире в Instagram анонсировал некоторые песни из альбома. Среди этих песен он исполнил «Love/Hate Letter to Alcohol», совместную работу с Робином Пекнолдом из инди-фолк группы Fleet Foxes, в которой подробно описывается «борьба Мэлоун с алкоголем». Он сказал, что эта группа — одна из его любимых, и похвалил Пекнолда как «самого чертовски красивого вокалиста». Пост описал «Wasting Angels» с участием the Kid Laroi как трек о «праздновании жизни и человеческого духа, способного сражаться, несмотря ни на что». Он также анонсировал песню под названием «Wrapped Under Your Finger», а также «I Like You (A Happier Song)» с участием Doja Cat, в которой двое «игриво» перемещаются вперед и назад.

## Отзывы
| Совокупная оценка   | Совокупная оценка |
| Источник            | Оценка            |
| ------------------- | ----------------- |
| Metacritic          | 68/100            |
| Оценки критиков     |                   |
| Источник            | Оценка            |
| AllMusic            | [ 21 ]            |
| Beats Per Minute    | 65%               |
| Clash               | 5/10              |
| The Daily Telegraph | [ 1 ]             |
| Exclaim!            | 3/10              |
| HipHopDX            | 2.5/5             |
| MusicOMH            | [ 26 ]            |
| NME                 | [ 27 ]            |
| Pitchfork           | 6.6/10            |
| Rolling Stone       | [ 29 ]            |

Альбом получил положительные отзывы музыкальной критики и интернет-изданий. Он получил 68 из 100 баллов на интернет-агрегаторе Metacritic.
Риан Дэйли из NME оценила альбом, сказав: «Временами устаревшее отношение и некоторые легкие наполнители здесь и там в стороне, Twelve Carat Toothache — это ещё один шаг вперед для Post Malone. Это пластинка, в которой чувствуется его неповторимость, неподражаемость и успех в достижении цели — поделиться своей правдой». Кэтлин Джонстон, написавшая рецензию для The Daily Telegraph, заявила: «Несмотря на то, что можно предположить по отполированным звукам, Twelve Carat Toothache — это амбициозный альбом с настоящим диапазоном, доказывающий, что Post Malone нашёл свой путь в качестве калейдоскопического короля американской поп-музыки новой эпохи».
В неоднозначной смешанной рецензии Робин Мюррей из журнала Clash заявил: «Ни то, ни другое, ни третье, отсутствие определённости в проекте приводит к чему-то тихому бунтарскому, но на удивление неудовлетворительному». Рецензируя альбом для Consequence, Паоло Рагуза заявил: «Twelve Carat Toothache чувствует себя брошенным и незавершённым. Пост Мэлоун сделал себе одолжение, ограничив время звучания LP, но если он выступает за качество, а не за количество, то качество должно быть более резким, конкретным, уязвимым и целостным».

## Коммерческий успех
Twelve Carat Toothache дебютировал на втором месте в американском хит-параде Billboard 200 с тиражом 121,000 альбомных единиц, включая 21,000 чистых продаж альбом. Это четвёртый альбом Post Malone в лучшей пятёрке Топ-5 в США.

## Список композиций
По данным Apple Music.
| №                   | Название                                                | Автор(ы)                                                   | Продюсеры                    | Длительность |
| ------------------- | ------------------------------------------------------- | ---------------------------------------------------------- | ---------------------------- | ------------ |
| 1.                  | «Reputation»                                            | Austin Post Louis Bell                                     | Bell                         | 4:08         |
| 2.                  | «Cooped Up» (при участии Родди Рича)                    | Post Rodrick Wayne Moore, Jr. Bell Billy Walsh             | Post Malone Bell             | 3:05         |
| 3.                  | «Lemon Tree»                                            | Post Ryan Vojtesak Bell Robin Weisse Walsh Brian Lee       | Charlie Handsome Bell Malone | 4:03         |
| 4.                  | «Wrapped Around Your Finger»                            | Post Bell Andrew Watt Omer Fedi Walsh                      | Bell Malone Watt Fedi        | 3:14         |
| 5.                  | «I Like You (A Happier Song)» (при участии Doja Cat)    | Post Amala Zandile Dlamini Bell Jasper Harris Walsh        | Bell Harris                  | 3:13         |
| 6.                  | «I Cannot Be (A Sadder Song)» (при участии Gunna)       | Post Sergio Kitchens Bell Taurus Currie Jr. Walsh          | Bell                         | 2:50         |
| 7.                  | «Insane»                                                | Post Bell Walsh                                            | Bell Malone                  | 2:50         |
| 8.                  | «Love/Hate Letter to Alcohol» (при участии Fleet Foxes) | Post Bell Robin Pecknold                                   | Bell Malone                  | 3:04         |
| 9.                  | «Wasting Angels» (при участии the Kid Laroi)            | Post Charlton Howard Bell Walsh                            | Bell Malone                  | 4:03         |
| 10.                 | «Euthanasia»                                            | Post Bell                                                  | Bell Malone                  | 2:26         |
| 11.                 | «When I'm Alone»                                        | Post Bell Walsh                                            | Bell Malone                  | 3:15         |
| 12.                 | «Waiting for a Miracle»                                 | Post Bell                                                  | Bell Malone                  | 2:22         |
| 13.                 | «One Right Now» (вместе с the Weeknd)                   | Post Abel Tesfaye Bell Lee Andrew Bolooki Walsh Dre London | Bell Lee Bolooki             | 3:12         |
| 14.                 | «New Recording 12, Jan 3, 2020»                         | Post                                                       | Bell Malone                  | 1:33         |
| Общая длительность: | Общая длительность:                                     | Общая длительность:                                        | Общая длительность:          | 43:18        |

## Чарты
| Чарт (2022)                          | Высшая позиция |
| ------------------------------------ | -------------- |
| Австралия (ARIA)                     | 2              |
| Бельгия/Фландрия (Ultratop)          | 7              |
| Бельгия/Валлония (Ultratop)          | 17             |
| Чехия (ČNS IFPI)                     | 8              |
| Нидерланды (Album Top 100)           | 2              |
| Финляндия (Suomen virallinen lista)  | 4              |
| Франция (SNEP)                       | 27             |
| Германия (Offizielle Top 100)        | 10             |
| Ирландия (Irish Albums Chart)        | 3              |
| Италия (FIMI)                        | 11             |
| Япония (Billboard Japan)             | 89             |
| Литва (AGATA)                        | 6              |
| Новая Зеландия (RMNZ)                | 2              |
| Норвегия (VG-lista)                  | 1              |
| Шотландия (Scottish Albums Chart)    | 49             |
| Швеция (Sverigetopplistan)           | 3              |
| Швейцария (Schweizer Hitparade)      | 6              |
| Великобритания (UK Albums Chart)     | 3              |
| Великобритания (UK R&B Albums Chart) | 3              |
| США Billboard 200                    | 2              |